# باول كيتسون (لاعب كرة قدم)
باول كيتسون (بالإنجليزية: Paul Kitson)‏ هو مدرب كرة قدم ولاعب كرة قدم أمريكي، ولد في 31 مايو 1956 في لندن في المملكة المتحدة، وتوفي في 25 أغسطس 2005 في تورونتو في كندا. لعب مع إمباكت مونتريال ولوس أنجلوس لايزرز.